# Chorinachus dolichorhynchus
Chorinachus dolichorhynchus is een krabbensoort uit de familie van de Inachidae. De wetenschappelijke naam van de soort is voor het eerst geldig gepubliceerd in 1894 door Alcock & Anderson.